# Puccinia franseriae
Puccinia franseriae ist eine Ständerpilzart aus der Ordnung der Rostpilze (Pucciniales). Der Pilz ist ein Endoparasit der Korbblütlergattungen Ambrosia und Hymenoclea. Symptome des Befalls durch die Art sind Rostflecken und Pusteln auf den Blattoberflächen der Wirtspflanzen. Sie ist im südlichen Nordamerika verbreitet.

## Merkmale

### Makroskopische Merkmale
Puccinia franseriae ist mit bloßem Auge nur anhand der auf der Oberfläche des Wirtes hervortretenden Sporenlager zu erkennen. Sie wachsen in Nestern, die als gelbliche bis braune Flecken und Pusteln auf den Blattoberflächen erscheinen.

### Mikroskopische Merkmale
Das Myzel von Puccinia franseriae wächst wie bei allen Puccinia-Arten interzellulär und bildet Saugfäden, die in das Speichergewebe des Wirtes wachsen. Ihre Spermogonien wachsen oberseitig auf den Wirtsblättern. Die schokoladenbraunen Aecien der Art wachsen um die Spermogonien herum. Sie besitzen 25–32 × 20–28 µm große, kugelige bis ellipsoide, fast kastanienbraune Aeciosporen mit stachelwarziger Oberfläche. Die beidseitig wachsenden Uredien des Pilzes sind schokoladenbraun. Ihre kastanienbraunen Uredosporen sind 25–32 × 20–28 µm groß, kugelig bis ellipsoid und stachelwarzig. Die beidseitig und auf Stängeln wachsenden Telien der Art sind schwarzbraun, kompakt und unbedeckt. Die kastanienbraunen Teliosporen sind zweizellig, in der Regel lang eiförmig bis ellipsoid und 37–52 × 25–30 µm groß. Ihre Stiele sind farblos bis hellgelblich und bis zu 175 µm lang.

## Artabgrenzung
Puccinia franseriae wurde von Arthur als Synonym von Puccinia splendens angesehen. Allerdings hat letztere Art warzige in Ketten angelegte Aeciosporen.

## Verbreitung
Das bekannte Verbreitungsgebiet von Puccinia franseriae reicht von Utah bis nach Sonora und Baja California. Möglicherweise umfasst sie auch Ecuador und Peru.

## Ökologie
Die Wirtspflanzen von Puccinia franseriae sind verschiedene Traubenkräuter (Ambrosia spp.) und Hymenoclea pentalepis. Der Pilz ernährt sich von den im Speichergewebe der Pflanzen vorhandenen Nährstoffen, seine Sporenlager brechen später durch die Blattoberfläche und setzen Sporen frei. Die Art durchläuft einen Entwicklungszyklus mit Spermogonien, Aecien, Telien und Uredien, vollzieht aber keinen Wirtswechsel.